# Lewis Strauss
Pour les articles homonymes, voir Strauss.
Pour l’article ayant un titre homophone, voir Levi Strauss.

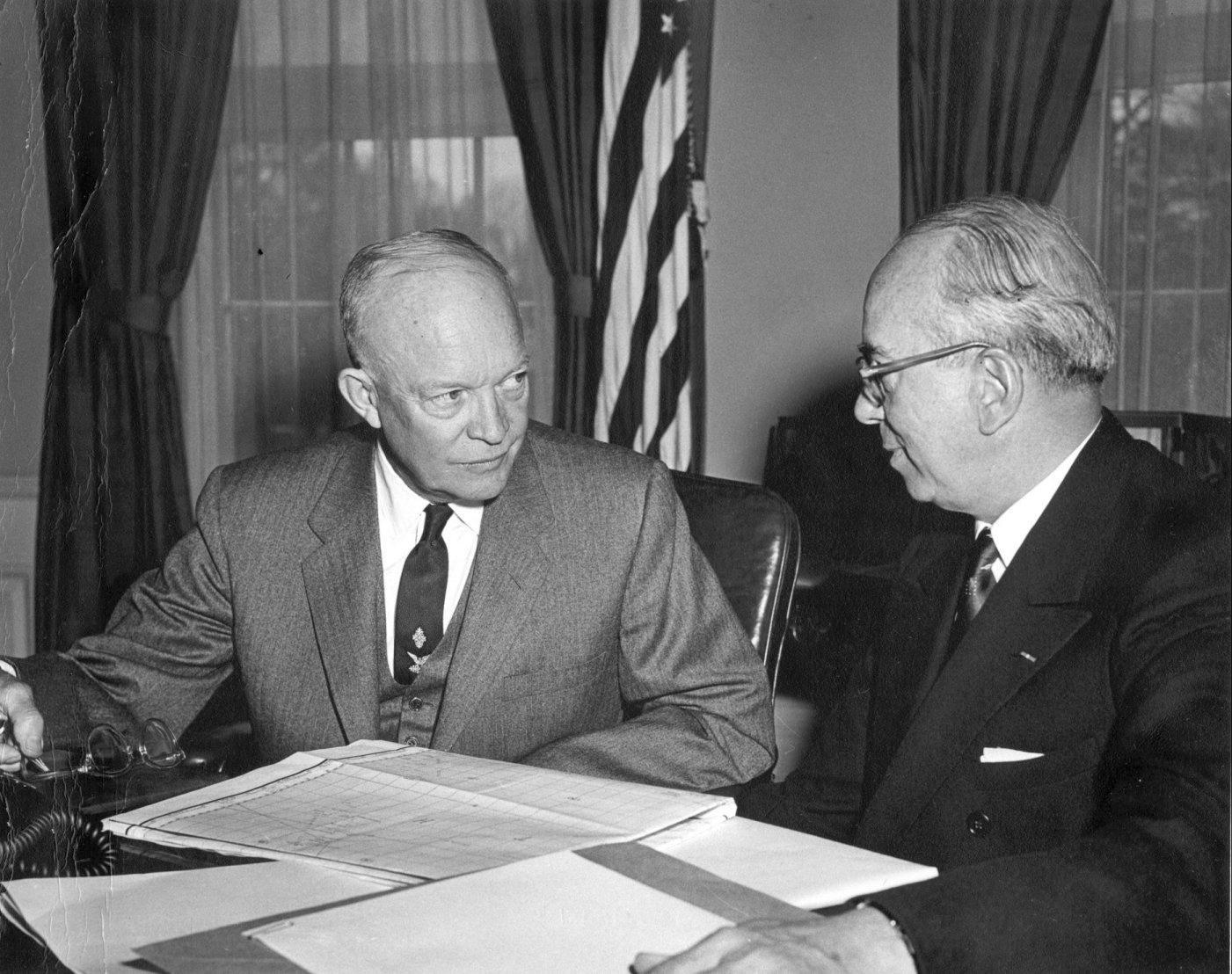
Eisenhower et Strauss discutant de l'opération Castle, 1954.

Lewis Strauss, né le 31 janvier 1896 à Charleston (Virginie-Occidentale) et mort le 21 janvier 1974 à Trenton (New Jersey), est un homme d'affaires, philanthrope, officier de l’United States Navy et homme politique américain.
Il est une figure marquante du développement de l'énergie nucléaire et des armes nucléaires aux États-Unis. Il est également secrétaire au Commerce par intérim entre 1958 et 1959 dans l'administration du président Dwight D. Eisenhower.

## Biographie
Lewis Lichtenstein Strauss est né à Charleston, en Virginie-Occidentale. Son père est un vendeur de chaussures. À l'âge de 10 ans, il perd l'usage de l'œil droit lors d'une bagarre, ce qui lui évitera le service militaire « normal » plus tard.
Sa famille déménage à Richmond, en Virginie. Il est valedictorian de sa classe à l'école secondaire. Cependant, en raison d'une fièvre typhoïde, il n'en sortira pas diplômé.
Il prévoyait d'étudier la physique à l'université de Virginie. Cependant, sa famille connaissant des difficultés financières, ne peut pas lui offrir cette formation universitaire. Il devient alors colporteur pour son père et, pendant trois ans fait du porte-à-porte pour vendre le stock de chaussures de son père. Meilleur vendeur de la compagnie, il réussit à économiser suffisamment d'argent pour payer les frais d'inscription à l'université.
Cependant, sa mère l'encourage à choisir un travail dans l'humanitaire ou le service public. Ainsi, en 1917, il participe en tant que bénévole  à la Commission for Relief in Belgium (CRB) dont le président est Herbert Hoover. Grâce à son bon travail, il devient le secrétaire privé de Hoover. Il termine son travail au CRB en 1919.
Fort de son influence sur Herbert Hoover, il le pousse à convaincre le président Woodrow Wilson de reconnaître l'indépendance de la Finlande de la Russie.
Parallèlement à son travail au CRB et au successeur de ce dernier, l'American Relief Administration (en), il travaille avec l’American Jewish Joint Distribution Committee (JJDC) afin d'aider les réfugiés juifs. Témoin des mauvais traitements dont sont victimes les juifs polonais et russes, il développe un puissant sentiment anti-communiste. Son travail au JJDC attire l'attention de Felix M. Warburg, partenaire de la banque d'investissement Kuhn, Loeb & Co de New York.
Felix Warburg l'amène à Kuhn Loeb dont il devient  associé à part entière en 1929 ce qui lui permet de s'enrichir. Il y sera actif jusqu'en 1941.
Il devient également un membre influent de la communauté juive. En 1933, il est membre du comité exécutif de l’American Jewish Committee. Il n'est cependant pas sioniste et s'oppose à l'établissement d'un État juif en Palestine. Il prône plutôt l'intégration des juifs comme citoyens actifs des pays où ils vivent.
Bien qu'il soit borgne, il rejoint l'United States Navy Reserve en 1925. Il est recruté comme officier de renseignement. Au début de la Seconde Guerre mondiale, il se porte volontaire pour le service actif. En 1941, il est appelé et assigné aux Bureau of Ordnance qui gère les munitions de la Navy. Son travail est remarqué par le secrétaire à la Marine des États-Unis Frank Knox, pour qui il travaillera un temps.
Lorsque Knox est remplacé par James Forrestal en 1944, ce dernier emploie Lewis Strauss comme adjoint. Après la guerre, en novembre 1945, il est nommé contre-amiral par le président américain Harry S. Truman.
En 1954, il est nommé président de la Commission de l'énergie atomique des États-Unis (AEC ; United States Atomic Energy Commission). Il prétend entre-autres que l'électricité produite par le nucléaire sera bientôt si bon marché qu'il ne sera plus utile de s'équiper de compteurs électriques (« too cheap to meter »). Il a aussi  activement participé à l'audition tenue en avril 1954 par le bureau de sécurité de l'AEC, qui a retiré l'habilitation de Robert Oppenheimer.
Il est également secrétaire au Commerce par intérim entre 1958 et 1959 dans l'administration du président Dwight D. Eisenhower.

## Dans la culture populaire
Il est incarné par Robert Downey Jr dans le film Oppenheimer de Christopher Nolan sorti en 2023.